# Багонь
Багонь (словац. Báhoň) — місто, громада округу Пезінок, Братиславський край, південно-західна Словаччина, Малокарпатський регіон. Кадастрова площа громади — 10,57 км². Протікає Віштуцький потік.
Населення 1812 осіб (станом на 31 грудня 2024 року).

## Історія
Багонь згадується в 1244 році.

## Населення
| Рік:            | 1994. | 2004.   | 2014.   | 2024.   |
| --------------- | ----- | ------- | ------- | ------- |
| Кількість осіб: | 1479  | 1615    | 1748    | 1812    |
| Різниця:        |       | +9,19 % | +8,23 % | +3,66 % |

| Рік:            | 2023. | 2024.   |
| --------------- | ----- | ------- |
| Кількість осіб: | 1833  | 1812    |
| Різниця:        |       | -1,14 % |